# Vincent Albert
Pas d'image ? Cliquez ici

a Compétitions nationales et continentales officielles uniquement.

Vincent Albert, né le 14 octobre 1996, est un joueur de rugby à XIII français évoluant au poste de centre. Formé au rugby à XIII, il débute avec Carcassonne avec lequel il remporte la Coupe de France 2017. Son cousin, Lucas Albert, est également joueur de rugby à XIII.

## Biographie
Lors de sa première saison en senior, il remporte avec Carcassonne la Coupe de France 2017 : il y inscrit deux essais en finale qui scellent la victoire contre Lézignan.
En 2021, dans le cadre d'une rencontre de préparation des Dragons Catalans, il est sélectionné dans le XIII du Président réunissant les meilleurs éléments du Championnat de France.

## Palmarès

### Collectif
- Vainqueur du Championnat de France : 2022 et 2024 (Carcassonne).
- Vainqueur de la Coupe de France : 2017, 2019  et 2023 (Carcassonne).
- Finaliste du Championnat de France : 2019, 2021 et 2023 (Carcassonne).

### Individuel
- Meilleur marqueur d'essai du Championnat de France : 2018 (Carcassonne).

### En club
| Saison    | Club        | Compétition           | Matchs | Points | Essais | Goals | Drops |
| --------- | ----------- | --------------------- | ------ | ------ | ------ | ----- | ----- |
| 2016-2017 | Carcassonne | Championnat de France | ?      | -      | -      | -     | -     |
| 2017-2018 | Carcassonne | Championnat de France | 19     | 100    | 17     | 16    | -     |
| 2018-2019 | Carcassonne | Championnat de France | 12     | 128    | 7      | -     | -     |
| 2019-2020 | Carcassonne | Championnat de France | 11     | 30     | 6      | 3     | -     |
| 2020-2021 | Carcassonne | Championnat de France | 8      | 31     | 7      | 1     | 1     |